# القطط الصغيرة
القطط الصغيرة (بالفرنسية: Les Petits Chats)‏ هي فرقة روك مصرية شهيرة من القاهرة تشكلت في الستينيات. أسسها وجدي فرانسيس وللفرقة مكانة مهمة في تاريخ موسيقى الروك المصرية.

## خلفية
تأسست المجموعة على يد وجدي فرانسيس، بدأ العزف على الجهير ثم انتقل بعد ذلك إلى الغناء. كما غنى صادق جاليني بقيادة المجموعة. تأسست عام 1967 بعد الحرب العربية الإسرائيليةمباشرة، إلى جانب فرانسيس، الأعضاء المؤسسون الآخرون هم عزت أبو عوف ، عمر خيرت ، فريدي (فريد) رزق وبيرج أندرياسيان و نافسوا فرقة بلاك كوتس، وهي مجموعة ضمت إسماعيل الحكيم بالإضافة إلى بلدهم، قاموا أيضًا بجولة في بلدان أخرى شملت سوريا ولبنان. كان لديهم أيضًا عبادة ضخمة وكانوا جزءًا واضحًا من الثقافة المصرية الحديثة.

## مسيرة الفريق

### الستينيات إلى السبعينيات
في عام 1971، أصدر صادق جاليني ومجموعة The Cats أغنية واحدة على ملصق Sono كايرو، "La La Means I Love You" مع القليل من المساعدة من أصدقائي . غادر عمر خيرت Les Petits Chats في ذلك العام. تابع اتجاهه الخاص الذي تضمن تأليف الموسيقى لصناعة السينما والتلفزيون أيضًا.

### 1980s إلى 2000s
توقفت المجموعة عن الأداء في الثمانينيات لكنها عادت مرة أخرى في عام 2009 

## السنوات اللاحقة
تم لم شمل المجموعة في عام 2016 
توفي العضو المؤسس وجدي فرنسيس في 12 أبريل 2017. وبحسب موقع مصر اليوم ، كان من المقرر أن تؤدي الفرقة حفلاً في 20 أكتوبر مع أوركسترا في دار الأوبرا بالقاهرة تخليداً لذكراه. وكانت تشكيلة الفريق في أكتوبر هي صبحي بدير وصادق كليني على الغناء، وعزت أبو عوف على لوحة المفاتيح، وبينو فارس على الجيتار. الأعضاء الجدد الذين عزفوا مع المجموعة هم المايسترو ناير ناجي وعازف القيثارة ضياء بدر.

## فيلم
في أوائل أكتوبر 2015، تم نشر مقطع دعائي للفيلم الوثائقي Les Petits Chats عبر الإنترنت. وفي أسبوع اجتذبت 60 ألف مشاهدة. بالنسبة الى مشهد القاهرة ، سيلقي الفيلم نظرة فاحصة على حياة أعضاء الفرقة في وقت قريب من شعبيتهم وكذلك قبل تلك الفترة وبعدها. كما يجب النظر في التغييرات التي حدثت في التشكيلة على مدار السنوات السابقة. وذكر موقع كايرو سين أيضًا أن الفيلم سيُعرض لأول مرة في مهرجان أرابيان سايتس السينمائي في واشنطن العاصمة يومي 16 و17 أكتوبر.
أُعلن في عدد 20 يوليو 2017 من صحيفة ذا ناشيونال أن فيلم 2015 عن الفرقة الذي أخرجه شريف نخلة سيُعرض في ميناء زايد بأبو ظبي يوم السبت 5 أغسطس. نخلة هو ابن زوجة أحد أعضاء الفرقة.